# Paulus Rappold
Paulus Rappold OCist (* 15. August 1938 in Frohnleiten als Franz Rappold; † 26. Juni 2000 in Graz) war 54. Abt des Stiftes Rein.

## Leben
Franz Rappold trat nach einer Ausbildung zum Maurergesellen und anschließendem Abitur 1966 in die Ordensgemeinschaft der Zisterzienser ein, wo er den Ordensnamen Paulus erhielt. Am 5. Juli 1971 erfolgte mit päpstlicher Dispens die Priesterweihe, die nach Kirchenrecht erst ein Jahr später hätte stattfinden dürfen. Bereits drei Tage danach, am 8. Juli 1971, wurde der Neupriester, in Folge der Resignation des Abtes Aelred Pexa, zum Prior-Administrator gewählt. Am 27. Juni 1973 wählte ihn das Konventkapitel zum 54. Abt der Zisterzienserabtei Rein-Hohenfurth. Noch im selben Jahr begann unter der Federführung Rappolds die Generalsanierung der maroden Stiftsgebäude sowie die Gründung einer hauseigenen Tischlerei und Fischwirtschaft. 1983 beendete er sein theologisches Promotionsstudium an der Universität Graz mit der Dissertation zum Weg der katechetischen Verkündigung von der Didache bis Origenes.
Die rege Bautätigkeit führte zu finanziellen Ungereimtheiten in Millionenhöhe. Wegen Betrugs und Veruntreuung wurde er 1986 nach einer außerordentlichen Visitation durch Abtpräses Dominik Nimmervoll seines Amtes enthoben und kam in Haft. Abt Rappold wurde nach der rechtskräftigen Verurteilung aus dem Konvent ausgeschlossen.

## Auszeichnungen
- Großes Goldenes Ehrenzeichen des Landes Steiermark

## Schriften
- Franz Rappold: Der Weg der katechetischen Verkündigung von der Didache bis Origenes. Dissertation Graz 1983.
- Paulus Rappold (Hg.): Stift Rein 1129–1979. 850 Jahre Kultur und Glaube. Festschrift zum Jubiläum. Rein 1979.